# 奥伊吹 (バスケットボール)
奥 伊吹（おく いぶき、1998年4月10日 - ）は、日本の女子バスケットボール選手である。バスケットボール女子日本リーグの富士通レッドウェーブ所属。ポジションはガード。ニックネームは「イブ」。

## 人物
奈良県出身。
京都精華女子中学校で全中ベスト8を経験し、大阪薫英女学院高校でインターハイ・ウィンターカップベスト4となり、松蔭大学に進学。
卒業後の2021年、富士通レッドウェーブに加入。

## 経歴
- 大阪薫英女学院高 - 松蔭大 - 富士通レッドウェーブ（2021〜）